# Лядины (Фировский район)
Лядины — деревня в Фировском районе Тверской области. Входит в состав Великооктябрьского сельского поселения.
Находится в 10 километрах к югу от районного центра посёлка Фирово, на берегу реки Цны.
Население по переписи 2010 года — 3 человека.

## История
Входила в состав Иванодворской волости Осташковского уезда.
В 1859 году в деревне 27 дворов, 88 жителей.